# Centralsudeterne
Centralsudeterne (tjekkisk: Orlická oblast eller Střední Sudety, polsk: Sudety Środkowe, tysk: Mittelsudeten) er den centrale del af bjergkæden Sudeternes på grænsen mellem Tjekkiet og Polen. De strækker sig fra Nysa Kłodzka- floden og Kłodzko-dalen i øst til den øvre Bóbr i vest.
Centralsudeterne omfatter en række bjergkæder, herunder:
- Orlickébjergene
- Bystrzyckiebjergene
- Bardzkiebjergene
- Uglebjergene
- Kruczebjergene
- Stenbjergene
- Stołowebjergene
- Waldenburgbjergene

Den største by i Centralsudeterne er Wałbrzych i Polen, hvor der er omfattende forekomster af stenkul under Wałbrzyskie og delvist Uglebjergene.

## Historie
Under Anden Verdenskrig etablerede og drev Nazityskland adskillige underlejre til Gross-Rosen koncentrationslejren i Centralsudeterne, og flere var en del af Projekt Riese.

## Literary Heights Festival
The Literary Heights Festival, en polsk litterær festival grundlagt i 2015, som finder sted i nærheden af Nowa Ruda ved foden af Uglebjergene i Kłodzkodalen.
Arrangørerne af arrangementet omfatter Mount Babel Cultural Association, byen og kommunen Nowa Ruda, mens værterne er Karol Maliszewski og Olga Tokarczuk, som bor i Krajanów. Festivalens program omfatter undervisningsforløb, debatter, koncerter, paneler, shows, møder, poesi, litterære workshops, filmforevisninger, kulinariske workshops og forskellige udstillinger.
- østlige sudeter
- vestlige sudeter